# Haplopoma planum
Haplopoma planum är en mossdjursart som beskrevs av Ryland 1963. Haplopoma planum ingår i släktet Haplopoma och familjen Haplopomidae. Inga underarter finns listade i Catalogue of Life.